# Şah Sultan (dcera Selima II.)
Şah-Huban Sultan (1544–1602) byla osmanská princezna. Byla dcerou sultána Selima II. a jeho manželky Nurbanu Sultan. Byla vnučkou nejznámějšího osmanského sultána Suleymana I. a jeho třetí manželky Hürrem Sultan. Také byla sestrou sultána Murada III. a tetou sultána Mehmeda III.

## Biografie
Dcery prince Selima (později sultána) musely být chráněny, dokud nenastoupil po smrti Suleymana; Ismihan byla provdána za Sokollu Mehmeda Paşu, Gevherhan byla provdána za admirála Piyale Paşu a Şah byla provdána za hlavního sokolníka Hasana Ağu.
Dne 1. srpna 1562 se konaly svatby všech dcer Selima na příkaz sultána Suleymana.
V září 1566, když Suleyman zemřel, odstěhovala se Şah do Konstantinopole spolu se svou matkou, sestrami a svým otcem, novým sultánem Selimem II. Za vlády svého otce žila v Paláci Topkapi. Po smrti jejího manžela Hasana v roce 1574, byla znovu provdána za Damata Mahmuda Paşu. Podle uchovaných záznamů bylo manželství Şah a Damata velmi šťastné; podle jejich vlastních slov k sobě patřili. Údajně prý onemocněli ve stejné době, leželi vedle sebe na smrtelné posteli a zemřeli ve stejnou chvíli.
Şah Sultan zemřela v roce 1602.